# 河村和茂
河村 和茂（かわむら かずしげ、1950年7月13日 - ）は、神奈川県出身の元プロ野球選手（捕手）。

## 来歴・人物
向上高時代、神奈川県では評判の大型捕手と言われていた。1968年の神奈川県予選では4回戦で横浜商に負けたが、4番を打ち、3試合で13打数6安打の.462をマークしている。
大洋ホエールズのテストに合格し、1968年にドラフト外で入団。
1972年に、一軍公式戦に出場がないまま引退。

## 詳細情報

### 年度別打撃成績
- 一軍公式戦出場なし

### 背番号
- 49 （1969年 - 1972年）